# 212073 Carlzimmer
212073 Carlzimmer este o planetă minoră (asteroid) din centura de asteroizi. A fost descoperită pe 4 martie 2005 la Mount Lemmon⁠(d) de Mount Lemmon Survey⁠(d) și a fost numită după Carl Zimmer⁠(d). 
Obiectul prezintă o orbită caracterizată de o semiaxă mare de 2,5382874115982 UAi, o excentricitate de 0,1158245381205, o înclinație de 1,8885337096812 ° în raport cu ecliptica.